# Methanobrevibacter smithii
Methanobrevibacter smithii es una arquea metanogénica que predomina en el intestino humano. Desempeña un papel importante en la digestión eficiente de los polisacáridos por el consumo de los productos finales de la fermentación bacteriana. Recicla el hidrógeno mediante la combinación con dióxido de carbono para producir metano. Se piensa que la eliminación de gas de hidrógeno por Mbr. smithii permite un aumento en la extracción de energía de los nutrientes cambiando la fermentación bacteriana de productos finales más oxidado.

## Nomenclatura
Como otras especies del género Methanobrevibacter, hay más de una abreviatura de Mbr. smithii.  Estudios formales reconocen M. smithii, Mbb. smithii, y Mbr. smithii.

## Importancia en el intestino humano
La flora intestinal humana incluye tres grupos principales de microbios que consumen hidrógeno: metanógenos incluyendo M. smithii; un grupo polifilético de bacterias acetogénicas; y bacterias reductoras de sulfato. La definición de las funciones de estos microbios es importante en la comprensión de la manera en que el metabolismo de hidrógeno afecta a la eficacia de la fermentación de los componentes de la dieta. La acumulación de hidrógeno en el intestino reduce la eficiencia de la fermentación microbiana y el rendimiento de la energía. Las Arqueas metanogénicas son por lo tanto particularmente importantes para el intestino humano, ya que son clave en la eliminación del exceso de hidrógeno. Mbr. smithii es la archaea metanogénica más común en la microbiota intestinal humana. A pesar de que Mbr. smithii es de suma importancia en los procesos digestivos, tiene una baja prevalencia en heces humanas.
La microbiota intestinal humana está dominada por Bacteroidetes y Firmicutes. Las Arqueas son representadas principalmente  por Mbr. smithii. Se cree que Mbr. smithii  es una diana terapéutica para la manipulación y una adaptación al ecosistema intestinal.
Mbr. smithii tiene enriquecimiento significativo de los genes implicados en la utilización de CO2, H2, y formaito para metanogénesis. También tiene una vía intacta para permitir CO2 grupo de genes de utilización para el consumo metanogénicas de metabolitos producidos por B. thetaiotaomicron.
Mbr. smithii permite la eliminación metanogénica y no metanogénica de diversos productos finales de la fermentación bacteriana.
El archaeon dominante en el ecosistema intestinal humano afecta a la especificidad y eficiencia de la digestión bacteriana de polisacáridos dietéticos. Esto influye en la persona de la cosecha de calorías y la grasa corporal. Los investigadores han secuenciado Mbr. smithii del genoma, lo que indica que Mbr. smithii puede ser una diana terapéutica para la reducción de la obtención de energía en los seres humanos obesos.

## La pared celular y la membrana plasmática deMbr. smithii
Methanobrevibacter smithii pared celular y membrana plasmática determinan la susceptibilidad a los antibióticos y las estatinas. La pared celular (violeta) se compone de seudomureína (no mureína como en bacteria). La membrana celular (ocre) consiste en una bicapa lipídica o monocapa, la columna vertebral de los que se compone de isopreno unidades que están vinculados a glicerol por enlaces éteres En contraste, la bicapa lipídica de las bacterias consiste en una cadena principal de ácido graso que está vinculado al glicerol mediante un enlace éster. La presencia de unidades de isopreno de estatinas sensible en la membrana celular de archaea permite estatinas interferir selectivamente con el crecimiento de las arqueas, dejando la membrana celular de las bacterias no afectadas. Mientras que las bacterias no utilizan unidades de isopreno en su membrana celular que aún se requieren en otros lugares. Estas unidades de isopreno bacterianas son, sin embargo, sintetizados a través de la vía del mevalonato, que no está inhibida por las estatinas.

## En la obesidad
Altas poblaciones de Mbr. smithii se asocian con la producción de más metano y otros gases en el aliento, que es a su vez asociado con la obesidad.

## En los pacientes con anorexia
En 2009 se llevó a cabo un estudio humano masivo sobre la obesidad y la microbiota intestinal. La obesidad puede tener consecuencias graves, como enfermedades cardiovasculares, diabetes tipo II y el cáncer de colon. La microbiota intestinal y el medio ambiente contribuye al desequilibrio energético debido a su participación en el consumo de energía, conversión y almacenamiento. Los métodos de cultivo independientes han demostrado que una gran proporción de los metanógenos pueden comprender hasta el 10% de todos los anaerobios en el colon de los adultos sanos. El grupo de anoréxicos tenía una proporción mucho mayor de Mbr. smithii que el grupo de obesos.
El desarrollo de Methanobrevibacter en pacientes con anorexia nerviosa puede estar asociado con sus intentos de realizar una dieta baja en calorías. El incremento de las colonias de Mbr. smithii puede asociarse a su intento adaptativo por optimizar la transformación de los escasos alimentos de esas dietas hipocalóricas. Mbr. smithii también podría estar relacionado con el estreñimiento, una condición común en pacientes sin anorexia.

## Mbr. smithiiy estreñimiento
Las observaciones muestran una fuerte asociación entre el retraso en el tránsito intestinal y la producción de metano. Los datos experimentales sugieren una actividad inhibidora directa del metano sobre el músculo liso del colon e ileal y un posible papel de metano como gasotransmisor. Los estudios en seres humanos y el ganado han demostrado que las estatinas pueden inhibir la biosíntesis de la membrana celular, mediada por la inhibición de la HMGCoA reductasa, sin afectar el tamaño de la población bacteriana. Esto sugiere que puede ser posible utilizar estatinas para apuntar el estreñimiento sin dañar la microbiota intestinal. También hay evidencia de un mecanismo alternativo o adicional de la acción donde las estatinas inhiben metanogénesis directamente. Este otro mecanismo puede predominar cuando se administra la forma lactona de las estatinas, particularmente lovastatina lactona.

## Otras lecturas
- Bang, Corinna; Weidenbach, Katrin; Gutsmann, Thomas; Heine, Holgar; Schmitz, Ruth A. «The Intestinal Archaea Methanosphaera stadtmanae and Methanobrevibacter smithii Activate Human Dendritic Cells». PLoS One 9 (6): Article No.: e99411. doi:10.1371/journal.pone.0099411.
- Kim, Gene; Deepinder, Fnu; Morales, Walter; Hwang, Laura; Weitsman, Stacy; Chang, Christopher; Gunsalus, Robert; Pimentel, Mark (December 2012). «Methanobrevibacter smithii Is the Predominant Methanogen in Patients with Constipation-Predominant IBS and Methane on Breath». Digestive Diseases and Sciences 57 (12): 3213-3218. doi:10.1007/s10620-012-2197-1.